# Indijski instituti menadžmenta
Indijski instituti menadžmenta (IIMs) grupa su od 20 javnih, autonomnih instituta poslovnog obrazovanja i istraživanja u Indiji. Oni prevashodno nude postdiplomske, doktorske i izvršne programe obrazovanja. Uspostavljanje IIM-ova pokrenuo je Džavaharlal Nehru, prvi indijski premijer, na osnovu preporuke Komisije za planiranje.
IIM-ovi su proglašeni institucijama od nacionalnog značaja nakon donošenja Indijskog zakona o institutima za menadžment 2017. S tim zakonom na snazi, ove organizacije su se značajno angažovale na donošenju autonomnih odluka u svom svakodnevnom poslovanju. Zakonom je promenjeno upravljačko telo iz IIM saveta u IIM koordinacioni forum. Njima je dat znatan stepen slobode da odluče o svojim kursevima, naknadama i drugim srodnim pitanjima.
Dvogodišnji postdiplomski program iz menadžmenta (PGP), koji nudi postdiplomsku diplomu u menadžmentu (PGDM), vodeći je program na ovim institutima. Ovi postdiplomski programi smatraju se ekvivalentom regularnih MBA programa. Međutim, od donošenja IIM zakona, većina ovih instituta je počela da nudi magistarske studije u poslovnoj administraciji (MBA). Neki instituti takođe nude jednogodišnji postdiplomski program za diplomirane studente sa više radnog iskustva. Neki instituti nude stipendijske programe menadžmenta (FPM), u vidu doktorskih studija. Smatra se da su oni ekvivalentni doktorskim studijama (PhD) na globalnom nivou. Većina instituta takođe nudi kratkoročne kurseve izvršnog obrazovanja/EMBA i vanredne programe. Pojedini instituti takođe nude jedinstvene programe, poput petogodišnjeg integrisanog programa menadžmenta IIM Indor i programa radnog menadžera u IIM Laknau od tri godine.

## Instituti
| Ime                                        | Fotografija     | Kratko ime      | Uspostavljen    | Lokacija        | Dražava/UT      | Vebsajt         | Napomene        |
| Prva generacija                            | Prva generacija | Prva generacija | Prva generacija | Prva generacija | Prva generacija | Prva generacija | Prva generacija |
| ------------------------------------------ | --------------- | --------------- | --------------- | --------------- | --------------- | --------------- | --------------- |
| Indijski institut managementa Kolkata      |                 | IIM-C           | 1961            | Kolkata         | Zapadni Bengal  |                 | [ а ]           |
| Indijski institut managementa Ahmedabad    |                 | IIM-A           | 1961            | Ahmedabad       | Gudžarat        |                 | [ б ]           |
| Indijski institut managementa Bangalor     |                 | IIM-B           | 1973            | Bangalor        | Karnataka       |                 |                 |
| Indijski institut managementa Laknau       |                 | IIM-L           | 1984            | Laknau          | Utar Pradeš     |                 |                 |
| Indijski institut managementa Kožikode     |                 | IIM-K           | 1996            | Kožikode        | Kerala          |                 | [ в ]           |
| Indijski institut managementa Indor        |                 | IIM-I           | 1996            | Indor           | Madja Pradeš    |                 |                 |
| Druga generacija                           |                 |                 |                 |                 |                 |                 |                 |
| Indijski institut managementa Šilong       |                 | IIM-S           | 2007            | Šilong          | Megalaja        |                 |                 |
| Indijski institut managementa Rohtak       |                 | IIM-R           | 2010            | Rohtak          | Harajana        |                 | [ г ]           |
| Indijski institut managementa Ranči        |                 | IIM-Ranchi      | 2010            | Ranči           | Džarkand        |                 | [ д ]           |
| Indijski institut managementa Rajpur       |                 | IIM-Raipur      | 2010            | Rajpur          | Čatisgar        |                 | [ ђ ]           |
| Indijski institut managementa Tiručirapali |                 | IIM-T           | 2011            | Tiručirapali    | Tamil Nadu      |                 | [ е ]           |
| Indijski institut managementa Kašipur      |                 | IIM-Kashipur    | 2011            | Kašipur         | Utarakand       |                 | [ ж ]           |
| Indijski institut managementa Udajpur      |                 | IIM-U           | 2011            | Udajpur         | Radžastan       |                 | [ з ]           |
| Treća generacija                           |                 |                 |                 |                 |                 |                 |                 |
| Indijski institut managementa Nagpur       |                 | IIM-N           | 2015            | Nagpur          | Maharaštra      |                 | [ и ]           |
| Indijski institut managementa Amricar      |                 | IIM Amritsar    | 2015            | Amricar         | Pandžab         |                 | [ ј ]           |
| Indijski institut managementa Bod Goja     |                 | IIM-BG          | 2015            | Bod Goja        | Bihar           |                 | [ к ]           |
| Indijski institut managementa Sirmur       |                 | IIM Sirmaur     | 2015            | Sirmur okrug    | Himačal Pradeš  |                 | [ л ]           |
| Indijski institut managementa Vizagapatnam |                 | IIM-V           | 2015            | Vizagapatnam    | Andra Pradeš    |                 | [ љ ]           |
| Indijski institut managementa Sambalpur    |                 | IIM Sambalpur   | 2015            | Sambalpur       | Odiša           |                 | [ м ]           |
| Indijski institut managementa Džamu        |                 | IIM Jammu       | 2016            | Džamu           | Džamu i Kašmir  |                 | [ н ]           |

1. ↑  Indian Institute of Management Calcutta was the first IIM to be set up, in November 1961.[13]
2. ↑  Indian Institute of Management Ahmedabad was the second IIM to be set up, on 16 December 1961.[14]
3. ↑  Indian Institute of Management Kozhikode was established in 1996 and took its first batch of students in 1997.[15]
4. ↑  Indian Institute of Management Rohtak was inaugurated on 30 June 2010.[16]
5. ↑  Indian Institute of Management Ranchi started operations on 6 July 2010.[12]
6. ↑  Indian Institute of Management Raipur, was inaugurated on October 2010.[12]
7. ↑  Indian Institute of Management Tiruchirappalli was inaugurated in January 2011.[12]
8. ↑  Indian Institute of Management Kashipur on 1 July 2011.[17]
9. ↑  Indian Institute of Management Udaipur started operation on 30 July 2011.[18]
10. ↑  Indian Institute of Management Nagpur, the first of the six third generation  IIMs, was inaugurated on 26 July 2015.[19]
11. ↑  Indian Institute of Management Amritsar started operation on 7 August 2015.[20]
12. ↑  Indian Institute of Management Bodh Gaya was inaugurated on 31 August 2015.[21]
13. ↑  Indian Institute of Management Sirmaur started operations on 4 September 2015.[22]
14. ↑  Indian Institute of Management Visakhapatnam started operation on 21 September 2015.[23]
15. ↑  Indian Institute of Management Sambalpur started operation on 23 September 2015.[24]
16. ↑  Indian Institute of Management Jammu started operation in November 2016.[25]